# Упырь (сказка)
«Упырь» — русская народная сказка из сборника сказок фольклориста А. Н. Афанасьева.
В третьем томе его сборника «Народные русские сказки» имеет номер 363. Сказка была переведена на английский язык и опубликована Уильямом Шедден-Ральстоном.
Издавалась как в печатных сборниках русских сказок, так и в формате аудиокниги.

## Сюжет
Сюжет относится к типу сказок-страшилок (ужасов). В сборнике Александра Афанасьева имеется несколько сказок на этот мотив.
В данной сказке речь идёт о старике и старухе, у которых была дочь Маруся. Однажды на праздник Андрея Первозванного, когда деревенские девушки собрались в одной избе, к ним пришёл мо́лодец-незнакомец, который предложил Марусе выйти за него замуж. Девушка рассказала об этом родителям, которые посоветовали ей узнать, кто таков этот неизвестный молодец. Для этого дали ей клубок ниток, который необходимо было незаметно привязать к пуговице незнакомца, и по распустившемуся клубку узнать, где он обитает.
Когда так и было сделано, нитка привела Марусю к церкви, и она увидела, как находящийся внутри незнакомец поедает мертвеца. Незнакомец, узнавший от Маруси, что она ходила за ним к церкви, спрашивал её, видела ли девушка, что он там делал. Дважды получив от неё отрицательный ответ, незнакомец навёл порчу на родителей девушки, и они умерли. В третий раз злой молодец сказал, что умрёт и Маруся. Испугавшаяся девушка обратилась за помощью к старухе, которая рассказала, что необходимо сделать попу, который будет её отпевать после смерти. Похоронили Марусю, как посоветовала старуха, на перекрестии дорог.
Проезжавший однажды мимо могилы Маруси боярский сын увидел на холмике красивый цветок, приказал слуге пересадить его в горшок и поставить в дом боярина. Из того цветка однажды ночью появилась красивая девица, которую боярский сын взял замуж, и у них родился сын. Этой девицей и была Маруся. Однажды Маруся пошла в церковь, увидела там прежнего незнакомца, который сообщил, что назавтра умрут её муж и сын. Так оно и произошло. Маруся пошла в церковь с пузырьком святой воды, который ей дала знакомая старуха, плеснула на упыря святую воду, и он рассыпался прахом. Затем взбрызнула этой же водой мужа и сына, они ожили, и с той поры все они вместе жили долго и счастливо.

## Культурные связи
- Сюжет сказки представляет из себя контаминацию сюжетных типов 363/365 («Жених-мертвец») и 407 («Девушка-цветок») по системе классификации сказочных сюжетов Aарне-Томпсона-Утера[3]. Такая комбинация характерна для фольклора Закарпатья[3]. Сюжет «Девушка-цветок» присутствует в славянском, балтском, германском и китайском фольклоре[3], широко распространён в индийской и цыганской культуре[4].
- В 1861 году опубликована литературная обработка сказки, подготовленная В. И. Далем.
- Сюжет сказки «Упырь» лёг в основу поэмы Марины Цветаевой «Молодец»[5].